# 維珀河 (薩勒河支流)
51°47′14″N 11°43′6″E / 51.78722°N 11.71833°E

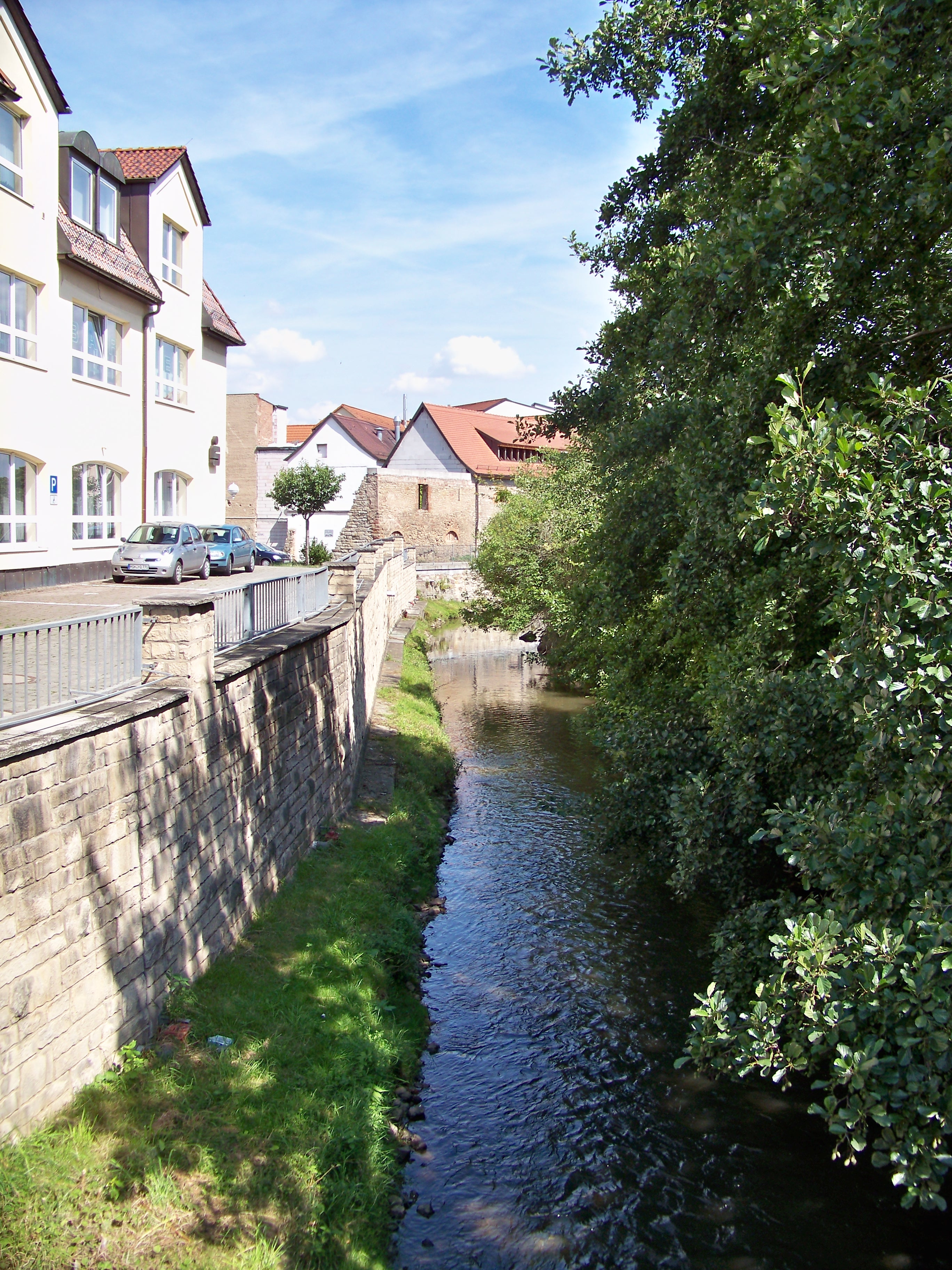

維珀河（德語：Wipper，發音：[ˈvɪpɐ]）是德國的河流，位於薩克森-安哈爾特州，屬於薩勒河的左支流，河道全長85公里，發源自哈茨格羅德附近，河口處在贝恩堡。